# 103-я отдельная гвардейская воздушно-десантная бригада
103-я Витебская отдельная гвардейская воздушно-десантная бригада (бел. 103-я Вiцебская асобная гвардзейская паветрана-дэсантная брыгада) — подразделение Сил специальных операций Республики Беларусь.

## История
20 мая 1992 года директивой Министра обороны Республики Беларусь № 5/0251, 103-я гвардейская воздушно-десантная ордена Ленина, Краснознамённая, ордена Кутузова дивизия включена в состав Вооружённых сил Республики Беларусь.
В сентябре 1995 года на базе управления 103-й гв. ВДД было создано Управление Мобильных сил Республики Беларусь, преемником которого на данный исторический этап являются Силы специальных операций ВС РБ.
Полки при этом были переформированы в бригады:
- 317-й гв. ПДП — 317-я отдельная мобильная бригада (ОМобБр)
- 350-й гв. ПДП — 350-я отдельная мобильная бригада (ОМобБр)
- 357-й гв. ПДП — 357-й отдельный учебный мобильный батальон (ОУМБ)

В конце 2002 года 317-й отдельной мобильной бригаде (ОМобБр) Вооружённых сил Белоруссии было передано боевое знамя 103-й гв. ВДД. С этого момента дивизия носит название 103-я отдельная мобильная бригада (бел. 103-я гвардзейская асобная мабільная брыгада). 
В 2007 году 103-я гв. ОМобБр вошла в состав Сил специальных операций ВС РБ.
2 августа 2016 года 103-я отдельная гвардейская мобильная бригада была переименована в 103-ю отдельную гвардейскую воздушно-десантную бригаду (гв. ОВДБр).
14 января 2020 года Министром обороны Республики Беларусь принято решение о присвоении бригаде наименования по пункту дислокации: 103-я Витебская отдельная гвардейская воздушно-десантная ордена Ленина, Краснознамённая, ордена Кутузова II степени бригада имени 60-летия СССР.
6 января 2022 года подразделение, а именно миротворческая рота из его состава, отправлено для участия в операции ОДКБ на территории Казахстана.

## Техника и вооружение
- БТР-70МБ1[6]
- Миномёт Нона-М1[6]
- Volat V1[7]
- БРДМ «Кайман»[8]
- Dongfeng Mengshi EQ2050F[9]
- АК-74М
- ВСК-94
- СВД
- РПГ-7

## Состав бригады
- Управление бригады (штаб, службы).
- 317-й отдельный гвардейский парашютно-десантный батальон (гв. ОПДБ).
- 350-й отдельный гвардейский парашютно-десантный батальон (гв. ОПДБ).
- 357-й отдельный гвардейский парашютно-десантный батальон (гв. ОПДБ).
- Смешанный артиллерийский дивизион (СмАДн).
- Зенитная ракетно-артиллерийская батарея (ЗРАБатр).
- Батальон связи (БС).
- Разведывательно-десантная рота (РДР).
- Инженерно-сапёрная рота (ИСР).
- Рота охраны и обслуживания (РО и О).
- Ремонтная рота (РемР).
- Рота материального обеспечения (РМО).
- Медицинская рота.
- Взвод РХБЗ.
- Миротворческая рота.

## Состав Отдельного парашютно-десантного батальона
- 1-я парашютно-десантная рота (ПДР).
- 2-я парашютно-десантная рота (ПДР).
- 3-я парашютно-десантная рота (ПДР).
- Разведывательный взвод (РВ).
- Гранатомётный взвод (ГрВ).
- Взвод обеспечения (ВО).
- Взвод связи (ВС).
- Взвод технического обеспечения (ВТО).